# سلهاب محمدف
سلهاب محمدف (ترکی آذربایجانی: Səlhab İsa oğlu Məmmədov; ۴ ژانویهٔ ۱۹۴۳ –) مجسمه‌ساز و نگارگر، معاون رئیس آکادمی دولتی نقاشی جمهوری آذربایجان، معاون اول رئیس اتحادیه نقاشان جمهوری آذربایجان، پروفسور و دریافت کننده عنوان افتخار نقاش خلق جمهوری آذربایجان در سال ۲۰۰۶ است.

## زندگی‌نامه
سلهاب محمدف در ۴ ژانویه سال ۱۹۴۳ در شهر نوخا در آذربایجان شوروی سابق به دنیا آمد. در میان سالهای ۱۹۶۲ تا ۱۹۶۸ در آکادمی دولتی هنر تفلیس درس خواند. از سال ۱۹۷۰ در اتحادیه نقاشان آذربایجان عضویت دارد. در کنار اینکه بین سال‌های ۱۹۸۲–۱۹۸۸ دبیر مسئول اتحادیه یاد شده بود، از سال ۱۹۹۳ تا کنون مسئولیت دبیری آن را به عهده گرفته است. از سال ۲۰۰۹ عضو افتخاری آکادمی هنر روسیه است.
سلهاب محمدف فعالیت‌های شغلی خود را در سال ۱۹۸۹ به عنوان مدرس در دانشگاه دولتی فرهنگ و هنر آذربایجان شروع کرد و از سال ۱۹۹۳ تا ۱۹۹۹ نیز به عنوان دانشیار در آنجا مشغول به کار شد. در سال ۱۹۹۹ پروفسور آکادمی دولتی نقاشی جمهوری آذربایجان شد و از آن سال تا سال ۲۰۰۴ معاونت امور بین‌الملل در آکادمی مزبور را به عهده گرفت.
سلهاب محمدف نه تنها به‌طور مکرر نمایشگاه‌های هنری در آذربایجان و شهرهای مختلف روسیه همچون مسکو و سنت پترزبورگ و سایر کشورهای اجنبی تشکیل داده است، بلکه به عنوان نقاش ارشد و طراح به نمایشگاه‌هایی دعوت شده است. وی یکی از سازندگان مجسمه یادبود خوجالی در برلین، پایتخت آلمان، مجسمه نظامی گنجوی در رم، پایتخت ایتالیا و مجسمه «دوستی» در شهر گینیزنای لهستان است. سلهاب محمدف همچنین کتابهایی با عنوان «نقاشی در هنرهای زیبا» و «هنر نگارگری» تألیف کرده است.

## جوایز
- نقاش خلق جمهوری آذربایجان - ۲۹ دسامبر[۳]
- نقاش افتخاری آذربایجان شوروی - ۷ مه ۱۹۸۸
- نشان شرف - ۲۸ دسامبر ۲۰۱۷[۴]
- نشان شهرت - ۱۹ دسامبر ۲۰۱۲[۵]
- مدرک افتخاری رئیس‌جمهور آذربایجان - ۳ ژانویه ۲۰۲۳[۶]